# Philippinische Platte

Plattentektonik: Tektonische Platten mit Kontinenten

Die Philippinische Platte ist eine ozeanische, tektonische Platte unterhalb des Pazifischen Ozeans. Sie entspricht in ihren Ausmaßen weitgehend der Philippinensee, nordöstlich der  Philippinen.
Die östliche Seite ist eine konvergente Plattengrenze, an der die Pazifische Platte unter die Philippinische geschoben wird, was anhand des Boningrabens, des Marianengrabens, des Yapgrabens und des Palaugrabens zu erkennen ist. Die Philippinische Platte ist im Westen durch die Eurasische Platte entlang dem Nankai-Graben im Norden, dem Ryūkyū-Graben im Nordwesten, dem Manilagraben und dem Philippinengraben im Südwesten begrenzt, im Süden zum Teil von der Indo-Australischen Platte (Indische Platte, Australische Platte), im Norden von der Nord-Amerikanischen Platte, im Nordosten von der Ochotsk-Platte.
Die Izu-Halbinsel ist die nördlichste Spitze der Philippinischen Platte. Die Philippinische, die Eurasische und die Ochotsk-Platte treffen sich bei den Fuji-Bergen. Dieses Aufeinandertreffen ist einer der Hauptrisikofaktoren für ein schweres Erdbeben in Tokio. Die Philippinische Platte schiebt sich im Nordwesten unter die japanische Insel Kyūshū und die Ryūkyū-Inseln.